# Venera 8

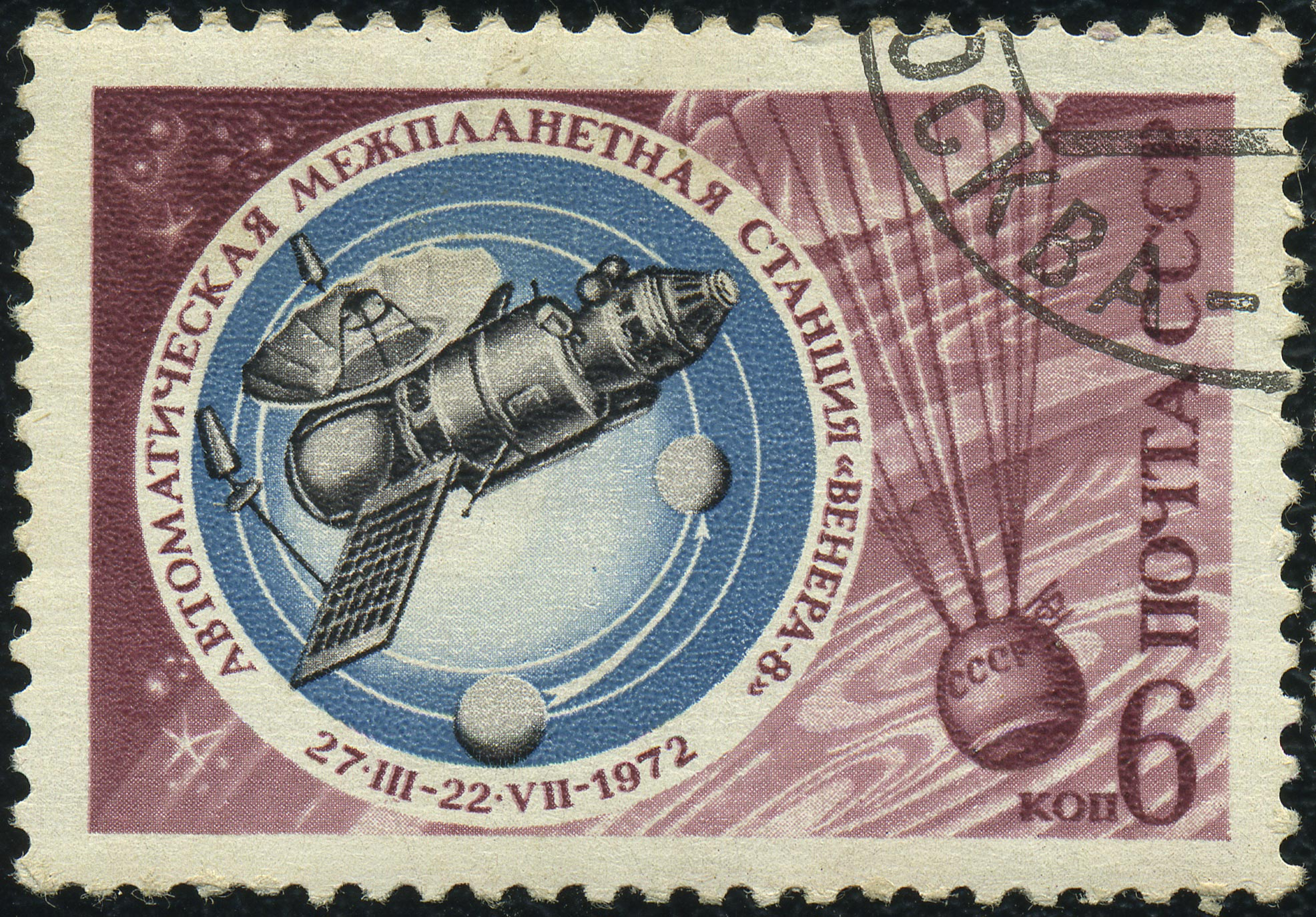
Sello de Venera 8

Venera 8 (ruso: Венера-8 que significa "Venus 8") fue una sonda del programa espacial soviético Venera para la exploración de Venus y fue la segunda sonda espacial robótica que realizó un aterrizaje controlado en la superficie de Venus.  
Venera 8 estaba compuesta de una sonda atmosférica y un módulo de aterrizaje para Venus. Su instrumentación incluía sensores de temperatura, presión y luz, así como un altímetro, un espectrómetro de rayos gamma, un analizador de gases y transmisores de radio.  

## Viaje a Venus
La nave espacial tardó 117 días en llegar a Venus con una corrección a mitad de camino el 6 de abril de 1972, separándose del bus (que contenía un detector de rayos cósmicos, un detector de viento solar y un espectrómetro ultravioleta) y entrando a la atmósfera el 22 de julio de 1972 a las 08:37 UTC. Se utilizó un sistema de refrigeración conectado al autobús para preenfriar el interior de la cápsula de descenso antes de la entrada en la atmósfera con el fin de prolongar su vida en la superficie. La velocidad de descenso se redujo de 41 696 km/h a aproximadamente 900 km/h mediante aerofrenado. El paracaídas de 2,5 metros de diámetro se abrió a una altitud de 60 km. 

## Descenso
Venera 8 transmitió datos durante el descenso. Se observó una fuerte disminución en la iluminación a una altitud de 35 a 30 km y una velocidad del viento inferior a 1 m/s medida a menos de 10 km. Venera 8 aterrizó a las 09:32 UTC en lo que ahora se llama la Región Vasilisa, dentro de un radio de 150 km de 10,7° S 335,25° E, a la luz del Sol, a unos 500 km del terminador de la mañana. La masa del módulo de aterrizaje fue de 495 kg.

## Módulo
El módulo de aterrizaje continuó enviando datos durante 50 minutos y 11 segundos después del aterrizaje antes de fallar debido a las duras condiciones de la superficie. La sonda confirmó los datos anteriores sobre la alta temperatura y presión de la superficie de Venus (470 grados Celsius, 90 atmósferas) devueltos por Venera 7, y también midió el nivel de luz como adecuado para la fotografía de superficie, encontrando que es similar a la cantidad de luz en la Tierra en un día nublado con visibilidad aproximada de 1 km.
Las mediciones del fotómetro de Venera 8 mostraron por primera vez que las nubes de Venus terminan a gran altura, y la atmósfera era relativamente clara desde allí hasta la superficie. El espectrómetro de rayos gamma a bordo midió la relación uranio/torio/potasio de la roca de superficie, indicando que era similar al granito.

## Experimentos de carga
- Sensores de temperatura y presión - ITD
- Acelerómetro - DOU-1M
- Fotómetros - IOV-72
- Analizador de amoniaco - IAV-72
- Espectrómetro de rayos gamma - GS-4
- Altímetro de radar
- Experimento Radio Doppler